# Babáyevo
Babáyevo (ruso: Баба́ево; vepsio: Babajevo) es una ciudad rusa, capital del ókrug municipal homónimo en la óblast de Vólogda. Se ubica 240 km al oeste de Vólogda, la capital de la óblast.
En 2023, la ciudad tenía una población de 11 646 habitantes.

## Historia
Fue por primera vez mencionada como una villa en 1575. En 1882 fue construida aquí una industria metalúrgica que fabricaba cables de telégrafo, clavos y ganchos o anzuelos. La estación de ferrocarril se abrió algunos años después, en 1901, provocando un mayor desarrollo de la ciudad.

## Geografía

### Clima
| Parámetros climáticos promedio de Babáyevo | Parámetros climáticos promedio de Babáyevo | Parámetros climáticos promedio de Babáyevo | Parámetros climáticos promedio de Babáyevo | Parámetros climáticos promedio de Babáyevo | Parámetros climáticos promedio de Babáyevo | Parámetros climáticos promedio de Babáyevo | Parámetros climáticos promedio de Babáyevo | Parámetros climáticos promedio de Babáyevo | Parámetros climáticos promedio de Babáyevo | Parámetros climáticos promedio de Babáyevo | Parámetros climáticos promedio de Babáyevo | Parámetros climáticos promedio de Babáyevo | Parámetros climáticos promedio de Babáyevo |
| Mes                                        | Ene.                                       | Feb.                                       | Mar.                                       | Abr.                                       | May.                                       | Jun.                                       | Jul.                                       | Ago.                                       | Sep.                                       | Oct.                                       | Nov.                                       | Dic.                                       | Anual                                      |
| ------------------------------------------ | ------------------------------------------ | ------------------------------------------ | ------------------------------------------ | ------------------------------------------ | ------------------------------------------ | ------------------------------------------ | ------------------------------------------ | ------------------------------------------ | ------------------------------------------ | ------------------------------------------ | ------------------------------------------ | ------------------------------------------ | ------------------------------------------ |
| Temp. máx. abs. (°C)                       | 6.2                                        | 9.2                                        | 16.4                                       | 25.7                                       | 32.6                                       | 33.3                                       | 36.0                                       | 36.5                                       | 29.0                                       | 21.2                                       | 12.3                                       | 9.2                                        | 36.5                                       |
| Temp. máx. media (°C)                      | -6.3                                       | -5.1                                       | 1.1                                        | 9.1                                        | 17.0                                       | 21.1                                       | 23.5                                       | 20.8                                       | 14.4                                       | 7.0                                        | -0.5                                       | -4.3                                       | 8.2                                        |
| Temp. media (°C)                           | -9.5                                       | -8.8                                       | -3.5                                       | 4.0                                        | 10.9                                       | 15.2                                       | 17.8                                       | 15.3                                       | 10.1                                       | 4.1                                        | -2.8                                       | -7.1                                       | 3.8                                        |
| Temp. mín. media (°C)                      | -12.8                                      | -12.5                                      | -8.0                                       | -1.2                                       | 4.7                                        | 9.3                                        | 12.0                                       | 9.9                                        | 5.7                                        | 1.2                                        | -5.0                                       | -9.9                                       | -0.5                                       |
| Temp. mín. abs. (°C)                       | -47.6                                      | -40.2                                      | -33.1                                      | -21.8                                      | -6.3                                       | -2.4                                       | 1.9                                        | -1.6                                       | -9.8                                       | -19.1                                      | -32.5                                      | -37.3                                      | -47.6                                      |
| Precipitación total (mm)                   | 41.3                                       | 31.2                                       | 33.1                                       | 31.7                                       | 51.3                                       | 73.3                                       | 79.0                                       | 82.3                                       | 59.3                                       | 60.0                                       | 53.0                                       | 50.1                                       | 645.6                                      |
| Fuente: Бабаево - meteolabs.ru             |                                            |                                            |                                            |                                            |                                            |                                            |                                            |                                            |                                            |                                            |                                            |                                            |                                            |